# パンツの穴

『パンツの穴』（パンツのあな）は、学研パブリッシング発行の月刊雑誌『BOMB』の中の1コーナー。
当時発行部数80万部だった『BOMB』の、読者投稿によるコーナーであり、下ネタの悲喜こもごもを語るものである。
本稿では、それを原案とした映画ならびにテレビドラマ、OVA作品、映画第1弾作品と連動していたラジオ番組について扱う。

## 映画

### 第1弾『パンツの穴』
1984年3月17日公開。アジャックス＝ジョイパックフィルム製作、ジョイパックフィルム配給。うんこネタ、うんこ尽くしでストーリーが進む。製作費約6000万円。

#### キャスト
- 山本陽一、菊池桃子、田中浩二、矢野有美、岩本宗規、笠原潔、山中康仁、河合宏、豊原功補、服部真湖、清水章吾、小島三児、出光元、井川比佐志、春川ますみ、ハナ肇、土田早苗、高沢順子、白木万理、相田寿美緒、島田洋七、かわいのどか、マリアン、たこ八郎、武田久美子、上田馬之助、武田鉄矢（ナレーションのみ）、大竹かおる、八神康子、魔夜峰央。

#### スタッフ
- 製作者：松本廣
- 脚本：中本博通・茜ちゃん（松本廣）
- 監督：鈴木則文
- 音楽：惣領泰則
- 主題歌：山本陽一「おもいっきりI Love You」
- 特殊美術：寺井雄二
- プロデュース：榎本靖
- 企画協力：学研、ニッポン放送、ムーブマン

#### 製作
撮影時15歳の菊池桃子の芸能界デビュー作。山本陽一もTBS系アップルシティ第二回美少年コンテストで優勝し、本作で芸能界デビューした。山本は劇中の役で呼ばれた「ムキンポ」という屈辱的な渾名が付けられ何年経っても消えなかった。監督はプログラムピクチャーの名手・鈴木則文。　
1983年の夏に完成していたが、公開日が決まらず。学研が共同で製作した『南極物語』が大ヒットしたため、学研の後押しで1984年の春休みに東宝洋画系で公開が決まった。　
製作のアジャックスは、鈴木則文が1980年代初めに各社が大作主義になって娯楽映画を作らなくなってきたため、東映からの発注だけではなく、もっと自由に映画作りがしたいと1982年10月、渋谷公園通りに弟、義弟と作った独立プロダクション。このため製作発表会見は1983年7月25日、渋谷La.mamaで行われた。『パンツの穴』が旗揚げ第一作で、ジョイパックフィルムの林瑞峰社長の厚意により、同社との提携が決まり、ジョイパックフィルムが少し多めに製作費を負担し共同で製作した。ジョイパックフィルムは洋ピン（洋画ピンク映画）配給会社として知られた会社であるが、1982年4月に公開された『オン・ザ・ロード』を第一回に邦画の製作に乗り出していた。鈴木は、学研、ニッポン放送、RCA、バップ、ETCで「パンツの穴・プロジェクト」が組まれたと話している。当時は人気アイドルの争奪戦により映画製作が行われることが多かったため、最初から新人アイドルをスカウトして映画を作るというプランがなされた。
菊池桃子は叔母の飲食店にあった写真を見た芸能事務所関係者の目に止まりスカウトされたが、アレッと驚いている間に周りで話が進み、決心がつかないうちに本作のヒロインになり、戸惑っている状況で本作のクランクインを迎えた。スタッフの真剣な視線に「私がこんな気持ちではいけない」とようやく踏ん切りがつき、「中途半端にしたくない」と天性の何かに火がつき、それからは夢中になったと話している。
中高生役にエキストラが多数出演したが「パンツの穴」という題名では学校の撮影許可が取れない恐れがあるため、現場では全員が題名をひた隠しして「青春の日々」という映画を撮影しているとウソを付いていたという。台本にも「青春の日々」というカバーが掛けてあった。当時、東京近郊でロケがあるときの集合場所は、たいてい新宿駅西口のスバルビル前で、朝7時集合、中止の場合は朝5時に中止の電話が入り、作り物とはいえウンコを投げ合うシーンが多いため、「今日はウンコ塗れにならずに済んだ」とホッとしていたという。
"青春ラブコメ"、"童貞感溢れる青春エッチコメディ"、"日本版『ポーキーズ』"が企画コンセプトにあったといわれるが、鈴木則文がウンコネタ満載の下ネタ映画に変貌させた。自作にウンコを度々取り入れる鈴木の究極の「ウンコ映画」とも評される。
製作者の松本廣は横山博人の同級生で『純』のプロデューサーとして映画界入りした。本作も松本が鈴木に企画を持ち込み、鈴木は『パンツの穴』というタイトルに惚れ、オファーを受けたと話している。脚本の中本博通は鈴木が新宿のスナックで飲んでいるときに「弟子にしてくれ」と頼み込んできた人で、もう一人の茜ちゃんは鈴木が「複数のペンネーム」と話しているだけで具体的には誰かは書かれていない。
配給収入は3億円。大ヒットし、菊池桃子、山本陽一をヤングスターに押し上げた。

### 第2弾『パンツの穴 花柄畑でインプット』
『パンツの穴 花柄畑でインプット』
1985年4月13日公開。東映東京撮影所製作、東映配給。「ビッグマグナム 黒岩先生」と同時上映。
また、サントラLPも日本フォノグラムから発売された。28PL-95  『パンツの穴 花柄畑でインプット』

#### キャスト
- 志村香、山本陽一、奥田圭子、津川俊之、宮本信樹、中山秀征、内藤典彦、島田奈央子、三ツ木清隆、清水由貴子、間下このみ、桂文珍、小野ヤスシ、入江若葉、藤巻潤、雪代敬子、浦辺粂子、梅宮辰夫、白龍光洋、明石家さんま、親王塚貴子

#### 製作
第一作の大ヒットに目を付けた鈴木則文監督の盟友・東映の天尾完次プロデューサーが、学研とのタイアップを得て、岡田茂東映社長も製作OKを出した。この時点では菊池桃子主演ありきの企画だったが、菊池が一作目以降にスーパーアイドルになってしまい、「忙しすぎて映画に出演できる状態ではない」と断られた。やむなく公募で第二の菊池桃子を見つけることになった。
ヒロイン募集で58,117名の応募があり、1984年12月9日、西武百貨店池袋本店で行われた最終オーディションで、予選を通過した19人の中から江東区立深川第四中学校3年在学中の志村香が選ばれた。賞品は100万円と海外旅行。合格理由は「菊池桃子にソックリ」というものだった。志村は「落ちたら保母さんになろうと思っていました。小泉今日子さんみたいになりたい」と話した。相手役は前作と同じ、山本陽一が務めたが、他のキャストは一新され、人物設定、スタッフ、キャストはガラリと変わった。小平裕は1982年の中国の蒸気機関車の映画『真紅な動輪』以来、久しぶりの監督で、東映のプログラムピクチャーをずっと手掛けてはいたが、根は真面目な人という評価で、ハチャメチャな鈴木監督の一作目の後で不安視された。
学研と組んでの製作に岡田東映社長も「春のヤング番組」として押すつもりで、『香港未公開NGカット版付五福星』『チャンピオン鷹』の香港映画と春休み東映まんがまつり (『キン肉マン 正義超人vs古代超人』他)を挟み、『ビッグマグナム 黒岩先生』と共に「ヤング番組」のトリを務めたが、菊池桃子が降板したこともあって不入りに終わり、岡田は「こういう作品はやはり独立プロがやるべきもので、メジャー会社が作るようなものじゃない」と話した。第二作のプロデューサーだった天尾完次は1986年の正月映画として、同じ学研『Momoco』の「童貞物語」を映画化しようと準備していたが製作が危ぶまれた。結局中止されずに製作され1986年2月に公開はされたが、東映は配給のみ担当した。

#### スタッフ
- 脚本：掛札昌祐
- 監督：小平裕
- 音楽：惣領泰則
- 主題歌：SALLY「愛しのマリア」
- 挿入歌：山本陽一「青空のハートブレイカー」

#### 映像ソフト
- セルビデオが東映ビデオより、『ビッグマグナム 黒岩先生』と共に、公開8日後の1985年4月21日に発売されている（カラー90分。TE-B068、12,800円）[21]。

### 第3弾『パンツの穴 本牧ベイでクソくらえ』
『パンツの穴 本牧ベイでクソくらえ』
1990年3月24日公開。バンダイ配給。「ムケそでムケないイチゴたち」と同時上映。
- キャスト：武田有造、中野理絵、山田辰夫、中村れい子、桐嶋ゆう、長谷川恒之、古川九一、三浦文夫、皆川拓也、麻ミナ、高市智子、 栗原早記、安田伸、龍虎

#### スタッフ
- 脚本：沢木毅彦
- 監督：石川均
- 音楽：渡辺勝
- 主題歌：爆風スランプ「ひどく暑かった日のラヴソング」
- 制作プロダクション：パインウッド
- 製作：バンダイ、MMP、セイヨー

### 第4弾『パンツの穴 ムケそでムケないイチゴたち』
『パンツの穴 ムケそでムケないイチゴたち』
1990年3月24日公開。バンダイ=MMP=鎌倉スーパーステーション製作。バンダイ配給。4話オムニバス形式であり、若松孝二が総監督・プロデュースを行った。

#### スタッフ・キャスト
第1話：彼女の本当が知りたくて
- 脚本：出口出
- 監督：井上淳一
- キャスト：古澤純、菅野美寿紀

第2話：コードネームはAV
- 脚本：出口出
- 監督：嶋公浩
- キャスト：斉藤徹、丸典膳カイ、橘ありん

第3話：DEAD END CHASE
- 脚本：出口出
- 監督：柳田剛一
- キャスト：車谷浩司、西尾えつ子

第4話：終わらない歌を歌おう
- 脚本：出口出
- 監督：若松孝二
- キャスト：森沢なつ子、山谷初男

### 第5弾『パンツの穴 キラキラ星みつけた!』
『パンツの穴 キラキラ星みつけた!』
1990年12月8日公開。バンダイ=学研=セイヨー製作。バンダイ配給。

#### スタッフ
- 脚本：ふかやじんいち、鎮西尚一
- 監督：鎮西尚一
- 音楽：京浜音楽社、岸野雄一
- 主題歌：西野妙子「悲しい林檎」
- 制作プロダクション：フィルムキッズ

#### キャスト
- 西野妙子、毛利賢一、浅野忠信、遠藤美佐子、大杉漣、天本英世、加藤善博、加藤賢崇、星遥子、千石規子、杉原光輪子、広瀬昌助、広田玲央名、冴島奈緒、北村法子、庄司みゆき

### 2011年映画『パンツの穴 THE MOVIE 〜童貞喪失ラプソディ〜』
『パンツの穴 THE MOVIE 〜童貞喪失ラプソディ〜』
2011年11月19日公開。

#### キャスト
篠崎愛、田之上賢志、岸田錬矢、小川啓太、山本陽一、寺井文孝、辰巳ゆい　他

#### スタッフ
- 監督 - 森岡利行
- 脚本 - 赤間つよし
- 主題歌 - AeLL.「Every day 負けない」
- 音楽・音響効果 - 野島健太郎
- ラインプロデューサー - 酒井明
- プロデュース - 上野境介、平野貴之
- 製作者 - 大橋孝史
- 製作・配給 - ジョリー・ロジャー

## TVドラマ版
『月曜ドラマランド パンツの穴』
1987年1月12日にフジテレビ系列「月曜ドラマランド」枠で放映された単発ドラマ。主演、後藤久美子。

### 内容
朝妻病院に盲腸の患者が運ばれてきた。その患者、船員の井手万作は以前、久美子が電車の中で痴漢から助けてくれた人であり、母・千鶴子が若い頃に結婚を考えていたという男性だった。しかし千鶴子はトキから病院経営者の息子の富永との結婚を勧められている。そこで久美子は、富永との縁談を壊して母を万作と結び付けようと、3人の男子同級生と一計を案じる。自分の前に昔の恋人が現れた未亡人の母と、母の再婚を健気に応援する娘の物語。

### キャスト
- 朝妻久美子：後藤久美子
- 井手万作：三浦浩一
- 朝妻千鶴子（久美子の母）：岡田可愛
- 朝妻トキ（久美子の祖母）：小松政夫
- 西川時子：塩沢とき
- 鬼山絹子：もたいまさこ
- 井手早苗（万作の妹）：高樹沙耶
- 富永鏡一：松澤一之
- 小島：ベンガル
- カケフくん：相良健治
- 江幡健一：玉木潤
- 松本洋子：きゃんみゆき

### スタッフ
- 脚本：奥津啓治
- 演出：若松節朗
- 制作：共同テレビ

### 備考
これ以前、1984年に映画第1弾のヒットを受けてテレビドラマ化の動きがあり、木下プロダクション（現・ドリマックス・テレビジョン）が制作に名乗りを上げて、TBSと1時間枠の連続ドラマの企画で折衝しているとの一報があった。しかしこれは結局実現せずに終わっている。

## OVA
『パンツの穴 まんぼでGANBO!』
1987年9月5日発売のオリジナルアニメ作品。LDは1987年12月21日発売。

### スタッフ
- キャラクターデザイン：古瀬登
- 演出：北島信幸
- 作画監督：古瀬登
- アニメーション制作：AIC
- 発売：学研、ポニーキャニオン

### キャスト
鷹森淑乃、鶴ひろみ、飛田展男

## ラジオ番組
1984年3月17日公開の映画第1弾と連動する形で、同作の企画協力も務めたニッポン放送で1983年10月15日から1984年3月31日まで毎週土曜日19:00 - 20:00に「学園バラエティー パンツの穴」が放送されていた。ニッポン放送ショウアップナイターの放送されていない、ナイターオフ期間限定の番組だった。
当番組の生徒役出演者は映画の出演者でもあった山本陽一、菊池桃子、岩本宗規、笠原潔、田中浩二の他、赤坂小町（後のプリンセス プリンセス）。担任役に三宅裕司、講師として土屋博映（当時跡見学園女子大学短期大学部助教授、代々木ゼミナール講師）が出演し『歌とダジャレとちょっと教養のヒロクンの古典講座』のコーナーを行っていた。番組は授業開始のベルの音と共に始まっていた。なお、この番組に出演していた三宅裕司は1984年2月6日から『ヤングパラダイス』の、菊池桃子は1984年10月7日から『桃子とすこし夜ふかし』のそれぞれのパーソナリティを務め、菊池の番組はその後も『青春ファンタジア 菊池桃子 あなたと星の上で』に続いており、月刊ラジオパラダイス（三才ブックス）は「この番組が（1980年代の）ニッポン放送を代表するパーソナリティを生んだ」としている。
| ニッポン放送 土曜日ナイターオフ期間 土曜日19:00 - 20:00枠                | ニッポン放送 土曜日ナイターオフ期間 土曜日19:00 - 20:00枠 | ニッポン放送 土曜日ナイターオフ期間 土曜日19:00 - 20:00枠                                                                          |
| 前番組                                                                   | 番組名                                                    | 次番組 |
| ------------------------------------------------------------------------ | --------------------------------------------------------- | --- |
| 1982年度 電話好きッコラジオッコ 男のコにはナイショなの （19:00 - 21:00） | 1983年度 学園バラエティー パンツの穴                      | 1984年度 梅沢富美男のだんとつ土曜日 おもしろ大放送! （10月〜12月） → だんとつタモリ おもしろ大放送! （1月〜3月） （18:00 - 20:00） |